# 1783 au Canada
Pour un article plus général, voir Chronologie du Canada.
Cet article traite des événements qui se sont produits durant l'année 1783 au Canada.

## Événements

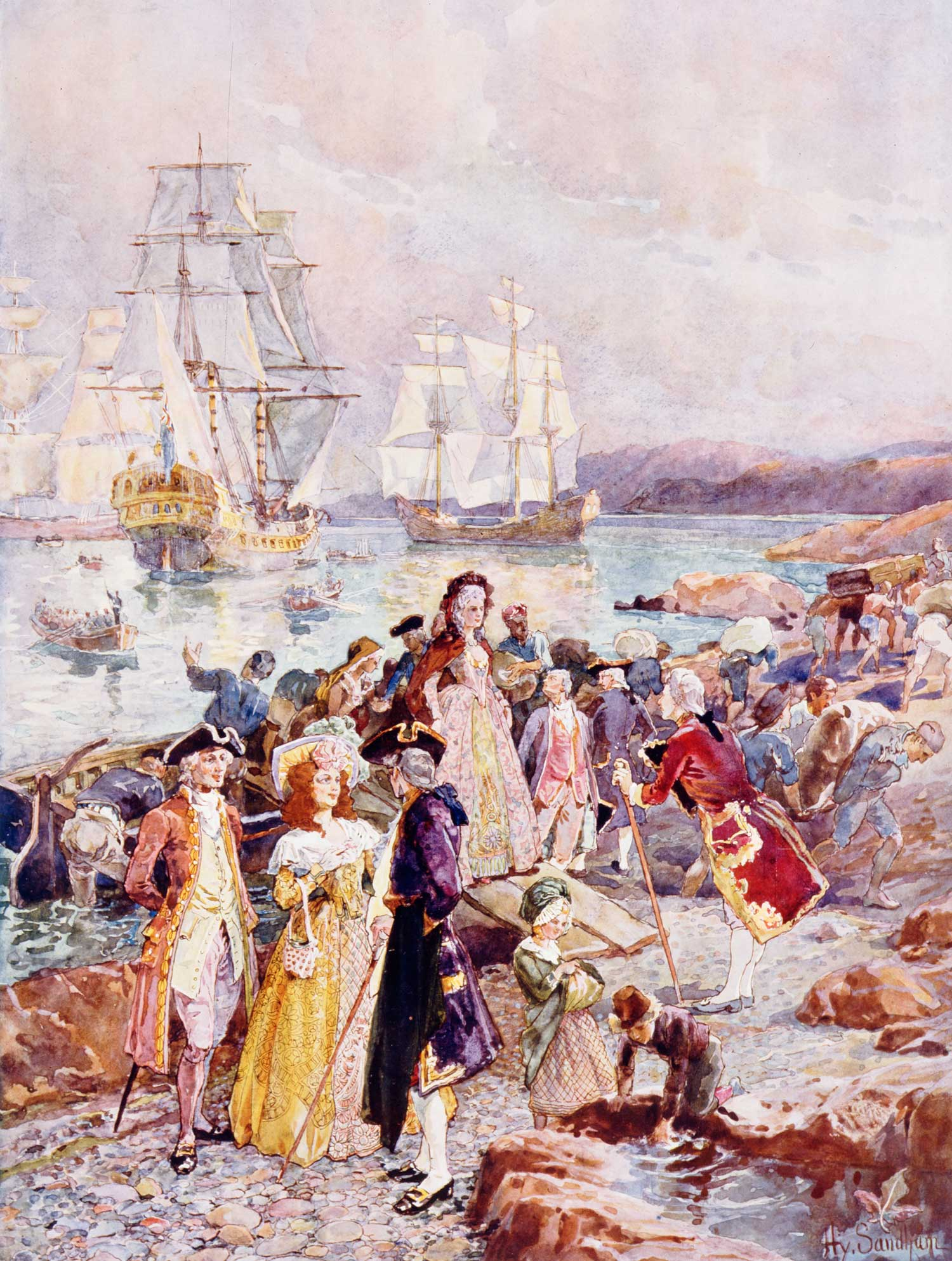
Henry Sandham - L'arrivée des loyalistes au Nouveau-Brunswick.

- Août : Avec la fin des hostilités de la Guerre d'indépendance des États-Unis, les Mercenaires allemands au Canada retournent en grande partie en Europe avec le général Friedrich Adolf Riedesel. Par contre, 2400 d'entre eux vont s'établir au Canada.
- 3 septembre : Signature du Traité de Paris. Les États-Unis sont reconnus. La frontière (non définitive) est établie entre les colonies britanniques et les États-Unis. La Province of Quebec est amputé de son territoire au sud des Grands Lacs.
- Afflux de loyalistes au Canada, chassés des anciennes colonies américaines. Ils s’établissent en Nouvelle-Écosse (30 000 en 1783, 5 000 de 1784 à 1786) ou dans la vallée du Saint-Laurent et la région des Grands Lacs (20 000).
- Établissement de la ville de Saint Catharines dans la péninsule du Niagara.
- Réorganisation de la Compagnie du Nord-Ouest au Canada par les Britanniques Simon McTavish et Joseph Frobisher (en).
- Des loyalistes noirs de New-York ayant combattu pour les britanniques obtiennent l'affranchissement. Ils sont amenés en Nouvelle-Écosse. Ils furent répertoriés dans le Book of Negroes.
- Construction d'un canal à Coteau-du-Lac.
- Construction du Chemin du Portage reliant Rivière-du-Loup à la Nouvelle-Écosse.

## Naissances
- 4 janvier : Jacques Labrie, médecin et homme politique.
- 15 juin : Donald Mackenzie, gouverneur de la Colonie de la rivière Rouge.

## Décès
- 1er avril : Gilles Hocquart, intendant de la Nouvelle-France.